# Nisída Diáplo
Nisída Diáplo är en obebodd ö i Grekland. Den ligger i regiondelen Nomós Kerkýras och regionen Joniska öarna, i den västra delen av landet, 400 km nordväst om huvudstaden Aten. Öns area är 0,42 kvadratkilometer.